# Buldog
Buldog (njegova ostala imena su britanski buldog te engleski buldog) je pasmina pasa srednje veličine podrijetla iz Engleske.

## Opis
Tijelo mu je kratko i debeljuškasto. Ima snažne zube, kratke uši, crnu njušku, crne oči, te kratak rep. Ima kratko krzno, a boja varira od crvene, preko žućkaste do bijele, no može biti i kombinacija ovih boja. Jedan od težih pasa, a dostigne težinu od 24-25 kg te visinu do oko 55 cm. Živi do 12 godina.
Vrlo je prijateljskog raspoloženja i ima općenito dobar temperament. Vrlo često boluje od alergija pa ponekad može imati krvavo oko, gdje učestalo nastaje i problem. Može i oboljeti od nekih problema te bolesti zdjelice. Riječ "buldog" spominje se već 1568. godine među pasminama pasa. Bio je uzgojen u Engleskoj za borbu s bikovima. 